# Arenimicrobium
Arenimicrobium es un género de bacterias gramnegativas de la familia Arenimicrobiaceae. Actualmente contiene una sola especie: Arenimicrobium luteum. Fue descrita en el año 2016. Su etimología hace referencia a arena. El nombre de la especie hace referencia a dorado-amarillo. Es aerobia e inmóvil. Tiene un tamaño de 0,7-1 μm de ancho por 1-2,3 μm de largo. Catalasa positiva y oxidasa negativa. Forma colonias lisas, brillantes, circulares, convexas, de color naranja-amarillo intenso y con márgenes enteros. Temperatura de crecimiento entre 8-44 °C, óptima de 28-44 °C. Tiene un tiempo de duplicación de 9,9 horas. Tiene un contenido de G+C de 66,9%. Se ha aislado de suelo agrícola en Namibia.